# Élections législatives bhoutanaises de 2008
Les premières élections législatives au Bhoutan ont lieu le 24 mars 2008. Cette élection marque la transition de ce royaume vers une monarchie parlementaire, et le début de la démocratie. Les citoyens bhoutanais élisent ainsi pour la première fois les 47 membres de l'Assemblée nationale.
Deux partis y prennent part : le Parti démocratique populaire, qui remporte 2 sièges, et le Parti vertueux du Bhoutan, qui en remporte 45. Jigme Thinley, dirigeant du Parti vertueux et vainqueur de l'élection, devient premier ministre.

## Contexte
Depuis 1907, le Bhoutan est une monarchie absolue dirigé par un Druk Gyalpo, ou Roi Dragon. De 2001 à 2005 cependant le Roi Jigme Singye Wangchuck met en place un projet de constitution faisant du pays une monarchie constitutionnelle, et abdique le 15 décembre 2006 en faveur de son fils Jigme Khesar Namgyel Wangchuck. Des représentants des 20 Dzongkhags du pays travaillent au projet de constitution, qui prévoit que le Roi demeure le chef de l’État mais que le nouveau parlement bicaméral puisse le destituer par une majorité des deux tiers. En outre le Premier ministre, alors désigné par le Roi, est désormais choisi par l'Assemblée nationale, pour la première fois directement élue par la population.

## Mode de scrutin

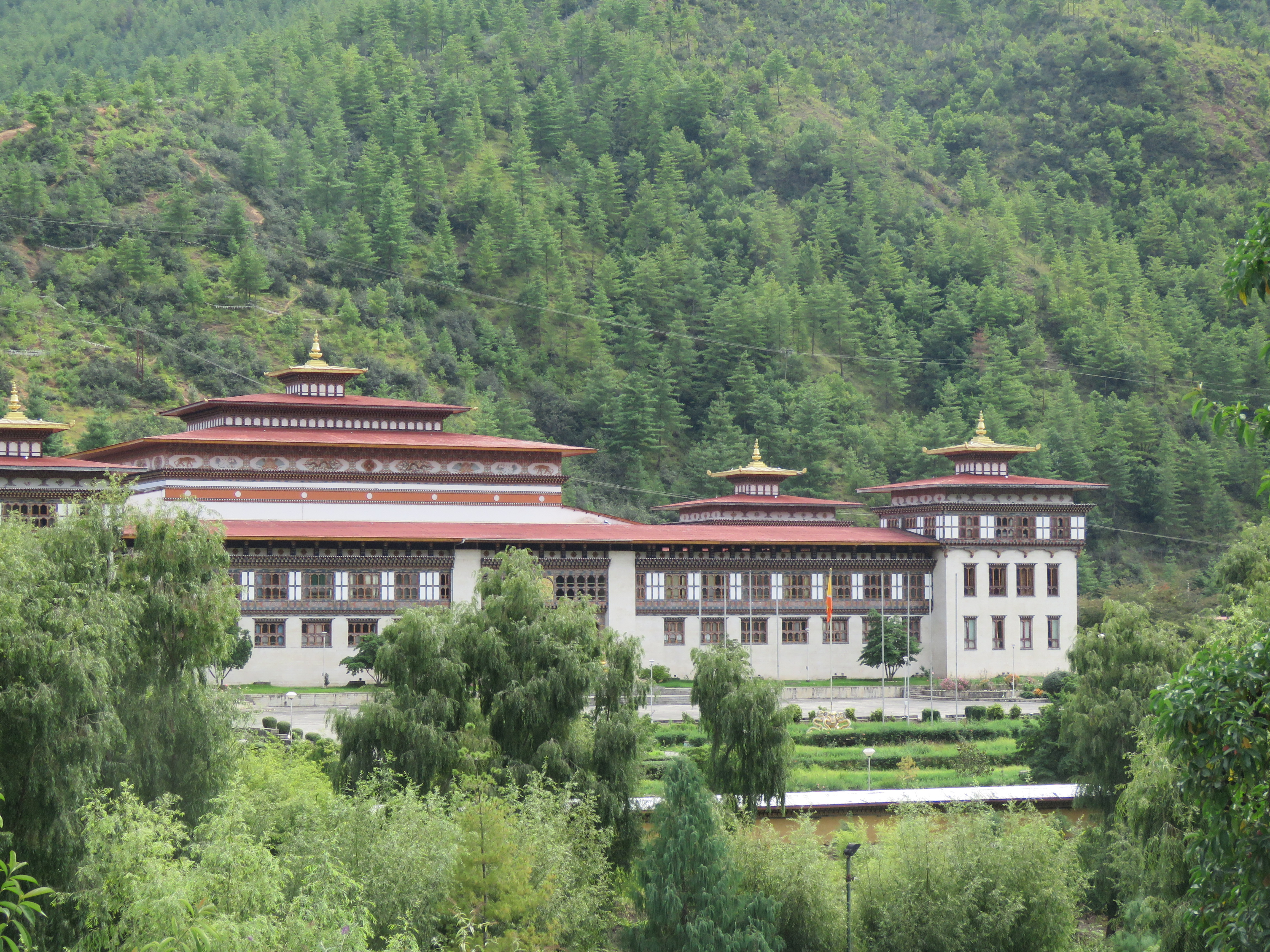
Bâtiment de l'assemblée à Thimphou.

L'Assemblée nationale est composée de  47 sièges pourvus pour cinq ans via une forme modifiée du scrutin uninominal majoritaire à deux tours. Les partis présentent des candidats dans chaque circonscription au premier tour, mais celui-ci n'a qu'un rôle de primaire, et seuls les deux partis arrivés en tête au niveau national peuvent se présenter au second tour, qui fait office de réelle élection. Les candidats arrivés en tête dans leurs circonscription au second tour sont déclarés élus. 
Toutefois, puisque seuls deux partis sont en lice lors de ce premier scrutin, il n'est finalement organisé qu'un seul tour . 
Il est fait recours à des machines à voter dans l'ensemble du pays, ce qui rend inexistants les votes blancs ou invalides, les machines ne donnant pas la possibilité d'effectuer un vote blanc en accord avec la loi électorale.

## Entraînement à voter
Pour préparer les citoyens bhoutanais à la transition vers la démocratie, une élection factice a lieu le 21 avril 2007, dans l'ensemble des 47 circonscriptions. À cette fin, 869 bureaux de vote sont installés. Les électeurs avaient le choix entre quatre « partis » :
- le Parti druk jaune, dont le programme était axé sur la promotion des valeurs traditionnelles ;
- le Parti druk rouge, pour la promotion du développement industriel ;
- le Parti druk bleu, qui mettait en avant la nécessité d'un gouvernement juste et responsable ;
- le Parti druk vert, pour la protection de l'environnement.

Druk signifie un « dragon du tonnerre » en dzongkha.
Les deux partis qui obtiennent le plus de voix au premier tour doivent accéder à un deuxième tour, tenu le 28 mai 2007. Des observateurs venus des Nations unies et d'Inde sont présents pour la tenue de ces élections factices.
Au premier tour, 44 % des électeurs inscrits se déplacent pour voter. Le deuxième tour oppose le parti rouge au parti jaune, et ce dernier remporte 46 des 47 sièges. Le taux de participation est cette fois de 66 %.
|                        | Parti druk jaune       | 56 531  | 44,75 | 161 986 | 74,96 | 46 |  |  |
|                        | Parti druk rouge       | 25 542  | 20,22 | 54 117  | 25,04 | 1  |  |  |
|                        | Parti druk bleu        | 25 508  | 20,19 |         |       | 0  |  |  |
|                        | Parti druk vert        | 18 757  | 14,85 | 0       |       |    |  |  |
|                        |                        |         |       |         |       |    |  |  |
| Total                  | Total                  | 126 338 | 100   | 216 103 | 100   | 47 |  |  |
| Abstention             | Abstention             | 119 808 | 48,67 | 30 043  | 12,21 |    |  |  |
| Inscrits/Participation | Inscrits/Participation | 246 146 | 51,33 | 246 146 | 87,79 |    |  |  |

## Résultats
|                        |                                    |         |       |        |  |  |  |  |  |
| Partis politiques      | Partis politiques                  | Votes   | %     | Sièges |  |  |  |  |  |
|                        | Parti vertueux du Bhoutan (DPT)    | 169 490 | 67,04 | 45     |  |  |  |  |  |
|                        | Parti démocratique populaire (PDP) | 83 522  | 32,96 | 2      |  |  |  |  |  |
|                        |                                    |         |       |        |  |  |  |  |  |
| Total                  | Total                              | 253 012 | 100   | 47     |  |  |  |  |  |
| Abstention             | Abstention                         | 65 442  | 20,55 |        |  |  |  |  |  |
| Inscrits/Participation | Inscrits/Participation             | 318 454 | 79,45 |        |  |  |  |  |  |

| Code   | Nom                                                   | Député élu           | Parti |
| ------ | ----------------------------------------------------- | -------------------- | ----- |
| NA0101 | Chhoekhor Tang                                        | Pema Gyamtsho        | DPT   |
| NA0102 | Chhumig Ura                                           | Karma Wangchuk       | DPT   |
| NA0201 | Bongo Chapchha                                        | Ugay Tshering        | DPT   |
| NA0202 | Phuentshogling                                        | Chencho Dorji        | DPT   |
| NA0301 | Drukjeygang Tseza                                     | Sonam Jmatsho        | DPT   |
| NA0302 | Lhamoi Dzingkha Tashiding                             | Hemant Gurung        | DPT   |
| NA0401 | Khamaed Lunana                                        | Kinley Dorji         | DPT   |
| NA0402 | Khatoed Laya                                          | Damcho Dorji         | PDP   |
| NA0501 | Bji Kar-tshog Uesu                                    | Ugyen Tenzin         | DPT   |
| NA0502 | Sangbaykha                                            | Tshering Tobgay      | PDP   |
| NA0601 | Gangzur-Minjey                                        | Karma Rangdol        | DPT   |
| NA0602 | Maenbi Tsaenkhar                                      | Tshering Tenzin      | DPT   |
| NA0701 | Dramedtse Ngatshang                                   | Ugyen Wangdi         | DPT   |
| NA0702 | Kengkhar Weringla                                     | Sonam Penjore        | DPT   |
| NA0703 | Monggar                                               | Karma Lhamo          | DPT   |
| NA0801 | Dokar Sharpa                                          | Chencho Dorji        | DPT   |
| NA0802 | Lamgong Wangchang                                     | Khandu Wangchuk      | DPT   |
| NA0901 | Khar Yurung                                           | Zangley Dukpa        | DPT   |
| NA0902 | Nanong Shumar                                         | Jigme Thinley        | DPT   |
| NA0903 | Nganglam                                              | Choida Jamtsho       | DPT   |
| NA1001 | Kabisa Talog                                          | Tshering Penjor      | DPT   |
| NA1002 | Lingmukha Toedwang                                    | Namgay Wangchuk      | DPT   |
| NA1101 | Dewathang Gomdar                                      | Ugyen Dorji          | DPT   |
| NA1102 | Jomotsangkha Martshala                                | Norbu Wangzom        | DPT   |
| NA1201 | Dophuchen Tading                                      | Thakur S Powdyel     | DPT   |
| NA1202 | Phuentshogpelri Samtse                                | Prahlad Gurung       | DPT   |
| NA1203 | Tashichhoeling                                        | Durga Prasad Chhetri | DPT   |
| NA1204 | Ugyentse Yoeseltse                                    | Lila Pradhan         | DPT   |
| NA1301 | Gelegphu                                              | Prem Kumar Gurung    | DPT   |
| NA1302 | Shompangkha                                           | Nandalal Rai         | DPT   |
| NA1401 | North Thimphu Thromde Kawang Lingzhi Naro Soe         | Ugyen Tshering       | DPT   |
| NA1402 | South Thimphu Thromde Chang Darkarla Ge-nyen Maedwang | Yeshey Zimba         | DPT   |
| NA1501 | Bartsham Shongphu                                     | Wangdi Norbu         | DPT   |
| NA1502 | Kanglung Samkhar Udzorong                             | Minjur Dorji         | DPT   |
| NA1503 | Radhi Sagteng                                         | Jigme Tshultim       | DPT   |
| NA1504 | Thrimshing                                            | Choeki Wangmo        | DPT   |
| NA1505 | Wamrong                                               | Lhatu                | DPT   |
| NA1601 | Boomdeling Jamkhar                                    | Dupthob              | DPT   |
| NA1602 | Khamdang Ramjar                                       | Kezang Wangdi        | DPT   |
| NA1701 | Draagteng Langthil                                    | Rinzin Dorji         | DPT   |
| NA1702 | Nubi Tangsibji                                        | Nidup Zangpo         | DPT   |
| NA1801 | Kilkhorthang Mendrelgang                              | Yangku T Sherpa      | DPT   |
| NA1802 | Sergithang Tsirangtoed                                | Nar Bdr. Gurung      | DPT   |
| NA1901 | Athang Thedtsho                                       | Pasang Thrinlee      | DPT   |
| NA1902 | Nyishog Saephu                                        | Gyem Dorji           | DPT   |
| NA2001 | Bardo Trong                                           | Tshering Dorji       | DPT   |
| NA2002 | Panbang                                               | Dorji Wangdi         | DPT   |

## Analyse

Résultats par circonscriptions

Le taux de participation aux élections du 24 mars 2008 est de près de 80 %. L'élection est remportée par le Parti vertueux qui remporte 45 sièges sur les 47 de la chambre basse et dont le dirigeant Jigme Thinley devient premier ministre,,.